# Südcoldinne
Südcoldinne ist ein Ortsteil der Einheitsgemeinde Großheide im ostfriesischen Landkreis Aurich in Niedersachsen.
Der Ort gehört seit der Gebiets- und Verwaltungsreform von 1. Juli 1972 zu Großheide. Zuvor gehörte es zur Gemeinde Menstede-Coldinne, die in Großheide aufging. Im Jahre 2006 lebten in dem Ortsteil 378 Einwohner. Die Besiedelung von Südcoldinne begann um 1800 auf einem Weidegebiet südlich der heutigen Coldinner Straße. Erstmals wird der Ort 1871 als Süder-Coldinne bezeichnet.

## Sehenswürdigkeiten

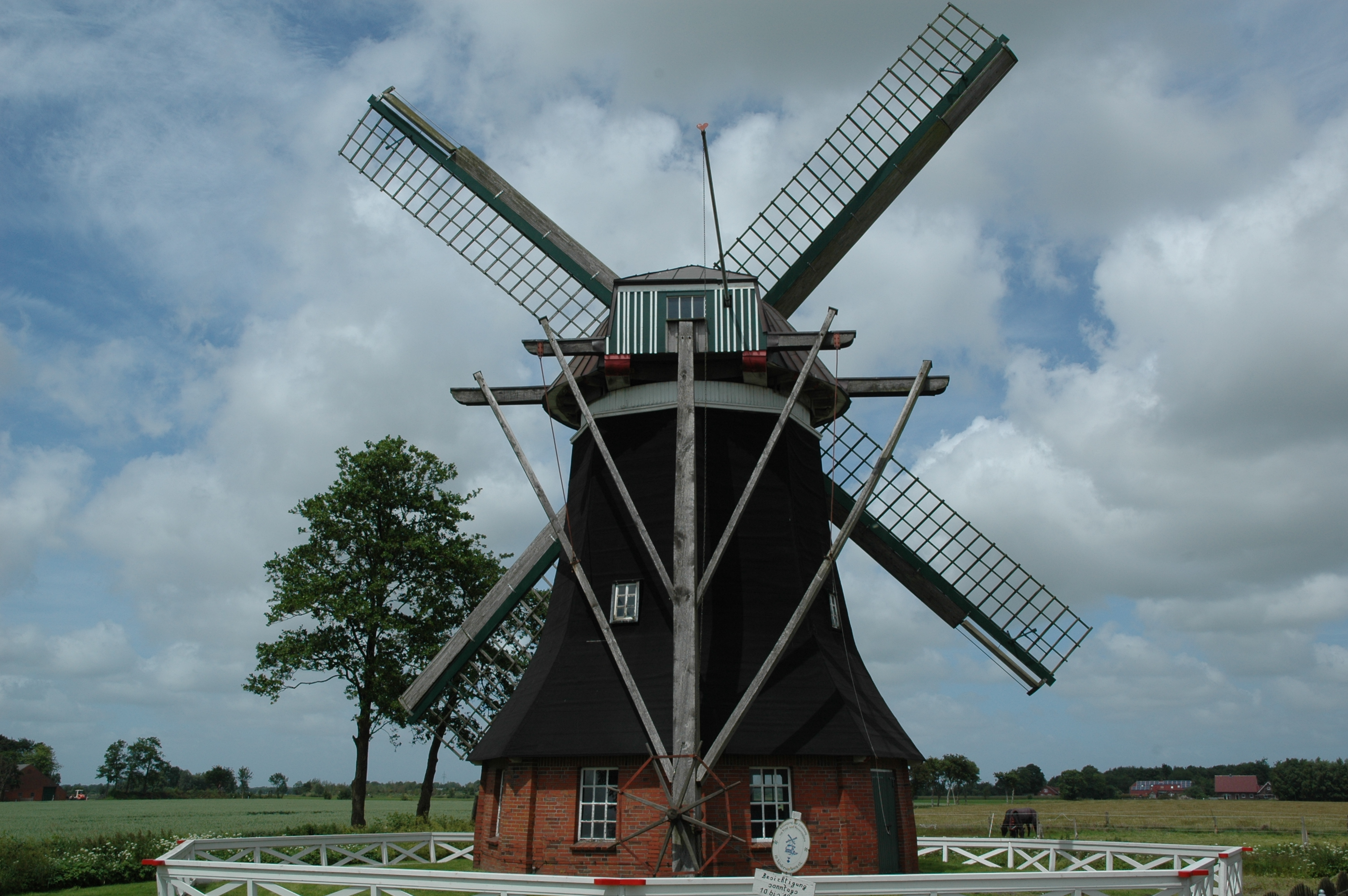
Tjadens Mühle in Südcoldinne

In Südcoldinne befindet sich die Tjadens Mühle, eine Erdholländerwindmühle mit Steert, die sich seit 1922 in Südcoldinne befindet. Die Mühle wurde ursprünglich 1901 als Wasserschöpfmühle in Nordgeorgsfehn an Schleuse 3 des Nordgeorgsfehnkanals erbaut und diente dort zu Entwässerungszwecken. 1922 wurde sie verkauft, an den heutigen Standort transportiert und zur Getreidemühle umgerüstet. 1975 wurde die Mühle stillgelegt. Heute wird sie als Museumsmühle genutzt. Eine Innenbesichtigung der Mühle und der funktionsfähigen Mühlentechnik ist möglich.